# Prova legale
In diritto la prova legale è quella prova la cui attendibilità non è rimessa alla valutazione discrezionale del giudice ma è predeterminata dal legislatore. In altri termini, l'inferenza che porta dal dato probatorio (factum probans) al fatto da provare (factum probandum) non è fatta di volta in volta dal giudice ma stabilita una volta per tutte dal legislatore.

## Caratteri generali
La prova legale si contrappone alla prova libera (o, come si diceva un tempo, morale), rimessa alla valutazione discrezionale del giudice nei confronti del quale non esercita, quindi, alcun effetto vincolante, secondo il principio del libero convincimento.
Le regole di prova legale si basano su massime d'esperienza che vengono in tal modo fatte proprie dal legislatore e trasformate in norme giuridiche: ad esempio, dalla massima d'esperienza che di solito una persona non mente dichiarando fatti a sé sfavorevoli, il legislatore italiano, come quello di altri paesi, trae la norma giuridica che tutte le dichiarazioni a sé sfavorevoli fatte da una parte in giudizio devono considerarsi veritiere.
È evidente che le regole di prova legale non possono garantire la verità; con esse, in effetti, la ricerca della verità viene sacrificata ad altre esigenze, quali la celerità del procedimento, la prevenzione delle liti o la serietà delle contrattazioni. Ciò spiega perché gli ordinamenti odierni tendano a preferire il principio del libero convincimento del giudice, soprattutto nel processo penale dove la ricerca della verità è prioritaria per le gravi conseguenze che possono derivare all'accusato. È interessante notare, al riguardo, che invece i sistemi inquisitori del passato, caratterizzati da un esteso utilizzo delle prove legali, giustificavano le stesse con l'esigenza di tutelare l'accusato dagli arbitri del giudice.

## Ordinamento italiano
Anche nell'ordinamento italiano le regole di prova legale sono scomparse dal diritto processuale penale. Nel processo civile, invece, l'art. 116 del Codice di procedura civile adotta il principio del libero convincimento del giudice, rimettendo la valutazione delle prove al suo "prudente apprezzamento", ma fa salve le norme di legge che prevedono prove legali. Il Codice civile, da parte sua, contiene varie norme del genere, come quelle che riguardano:
- il giuramento (artt. 2738);
- la confessione (art. 2733 e 2735);
- l'atto pubblico (art. 2670);
- la scrittura privata (artt. 2702, 2715, 2716 e 2719);
- le presunzioni legali, assolute e relative (art. 2727).

### Riferimenti normativi
- Codice civile italiano
- Codice di procedura civile italiano
- Codice di procedura penale italiano